# CKCV
CKCV était une station de radio de la ville de Québec. Fondée en 1926, elle a cessé d'émettre le 21 septembre 1990. Elle a été diffusée, à partir de 1947, sur la fréquence AM 1 280 kHz.

## Histoire
CKCV a été fondée le 5 juillet 1926 par Charles-A. Vandry, dont les initiales ont servi à former les lettres d'appel de la station. Ses studios ont d'abord été situés dans une résidence privée sur la rue Marguerite-Bourgeoys, puis sur la rue Saint-Joseph, dans la basse-ville de Québec au deuxième étage du Cinéma de Paris qui deviendra le Cinéma de Pigale.  L'inauguration officielle a lieu le 20 août 1926.
En 1935, CKCV déménage dans l'édifice du Théâtre Capitol à la place D'Youville, puis le 1er mai 1974, elle s'installe tout près de là, dans l'édifice de la Banque de Montréal, jusqu'à sa fermeture.
En 1936, CKCV était affiliée à Radio-Canada et l'est restée jusqu'en 1962, tout en étant une entreprise privée. En 1974, CKCV est achetée par Philippe de Gaspé Beaubien, qui regroupe en 1978 les différentes stations qu'il possède sous le nom de Télémédia Communications. En 1976, l'entreprise se voit refuser par le CRTC l'autorisation de créer une station FM. En 1980, CKCV déplace son antenne de Saint-David-de-l'Auberivière à Saint-Augustin-de-Desmaures, mais la nouvelle antenne, avec sa puissance de 50 000 W, crée des interférences dans son voisinage et l'antenne doit retourner à Saint-David en 1987.
Le 21 septembre 1990, Télémédia ferme la station CKCV afin de pouvoir acheter CHRC, qui était alors en tête des cotes d'écoute à Québec. Les règles canadiennes interdisaient à un diffuseur de posséder plus d'une station de même langue dans le même marché. L'achat de CHRC ne réussit pas, mais CKCV resta tout de même fermée.

## Changements de fréquence
- 1926 - 880 kHz
- 1928 - 600 kHz
- 1929 - 880 kHz
- 1933 - 1 310 kHz
- 1941 - 1 340 kHz
- 1947 - 1990 - 1 280 kHz

## Animateurs et journalistes de cette station
- Alain Crête
- Christian Lavoie
- Claire Martin
- Deverchère Mercier
- Dorothée Berryman
- François Paradis
- Freddy Grondin
- Jacques Duval
- Jacques Larochelle
- Jacques Moisan
- Jacques Normand
- Gilles Parent
- Guy Samson
- Lise Lapointe
- Louise Leclerc
- Magella Alain
- Michel Villeneuve
- Paddy Pedneault
- Pierre Bourgault
- Pierre Champagne
- Pierre Gingras
- Pierre Turgeon
- Réjean Houle
- René Lévesque
- Saint-Georges Côté
- Winston McQuade
- Marc Dorval
- Gilles Paquette
- Gilles Quenneville
- Jacques Renaud
- Pierre de la Voye

## Hommages
- La rue Saint-Georges Côté a été nommée en l'honneur de l'ancien animateur de CKCV, en 2006, dans la ville de Québec.
- Une plaque "Ici vécut de la ville de Québec est présente au 436, rue Dolbeau, en son honneur, pour indiquer son ancien lieu de résidence[4].